# Njorun
Njorun eller Njörun (norrønt: Njǫrun, nogle gange angliseret som Niorun) er en asynje i nordisk mytologi. Hun nævnes i den Yngre Edda, der blev skrevet af Snorri Sturluson i 1200-tallet og forskellige kenninge (inklusive én i den Ældre Edda).
Forskernes teorier om hendes navn og funktion i gudeverdenen inkluderer etymologiske forbindelser til den nordiske gud Njord og den romerske gud Nerio, og der er også teorier om, at hun kan repræsentere Jorden, eller er Njords unavngivne søster-kone